# Османи Хуанторена
Османи Хуанторена Портуондо (роден на 12 август 1985 г.) е италианско-кубински волейболист. Състезава се за отбора на Лубе Банка(Марке) като посрещач. Той е племенник на Алберто Хуанторена – бивш кубински лекоатлет и политик.

## Биография
Хуанторена е роден в Сантяго де Куба.
Той дебутира в шампионата на Куба на 12 години. В продължение на седем сезона се състезава за отбора на „Ориенталис“. В края на 2004 Хуанторена заминава за Уфа и подписва договор с ВК Урал. Междувременно започва да играе за националния отбор на Куба, като печели бронзов медал от Световната лига през 2005.
През 2006 Хуанторена е дисквалифициран за употреба на допинг. Очакваното му завръщане през ноември 2008 е забавено, заради Кубинската волейболна федерация. По време на наказанието, играчът отива в Италия и тренира с „Тренто“, без разрешение на властите. Той остава в Тренто докато получава право да играе през 2009. С отбора на Трентино Волей Хуанторена печели Световното клубно първенство, Купата на Италия и Европейската шампионска лига през 2010.
През май 2010 играе за кратко под наем в Катар, след което отново се връща в Тренто.
През лятото на 2013 е във връзка с финансовите трудности на клуба Хуанторена заедно с Матей Казийски, Рафаел и Радостин Стойчев се преместват в турския Халкбанк (Анкара). В Турция той става шампион и носител на купата на Турция, като е обявен за най-полезен играч и за двата турнира, а също така достига до финала на Шампионската лига за 2015 г. който губи от руския Белогорие.
През май 2015 г. се връща в Италия като преминава в Любе (Трея). Същата година е поканен в италианския национален отбор. На Европейското първенство същата година печели бронзов медал.

## Отличия

### Индивидуални
- CEV Шампионска лига 2010/11 – Най-полезен играч

### Клубни
- Купа на Турция 2014 –  Носител на купата с Халбанк
- Първенство на Турция 2013/14 –  Шампион с Халбанк
- Световно клубно първенство 2011 –  Шампион с Итас Диатек Трентино
- CEV Шампионска лига 2010/11 –  Шампион с Трентино БетКлик
- Италианска волейболна лига 2010/11 –  Шампион с Итас Диатек Трентино
- Световно клубно първенство 2010 –  Шампион с Итас Диатек Трентино
- CEV Шампионска лига 2009/10 -  Шампион с Трентино БетКлик
- Купа на Италия 2009/10 –  Шампион с Итас Диатек Трентино
- Световно клубно първенство 2009 –  Шампион с Итас Диатек Трентино